# Slag bij Marais des Cygnes
De Slag bij Marais des Cygnes vond plaats op 25 oktober 1864 in Linn County, Kansas tijdens de Amerikaanse Burgeroorlog. De slag ik ook gekend als de Slag bij Osage  of de Slag bij Trading Post.

## Achtergrond
Na de nederlaag van de Zuidelijke generaal-majoor Sterling Price in de Slag bij Westport trok zijn leger zich terug in Zuidelijke richting naar Arkansas. De Noordelijke cavalerie zette de achtervolging in in de hoop om zijn leger te vernietigen.

## De slag
Het Zuidelijke leger had een grote bagagetrein waarmee hun buit en voorraden vervoerd werden. Het telde 500 karren. Aangekomen bij de Marais des Cygnesrivier bij Trading Post ondervond Price problemen om de rivier over te steken door de zware regenval. In de vroege ochtend van 25 oktober bereikte de cavalerie van generaal-majoor Alfred Pleasonton het Zuidelijke kampement bij de rivier. Om 04.00u opende de Noordelijke artillerie het vuur waarna de cavalerie aanviel.
Price gaf onmiddellijk het bevel aan zijn eenheden om de aanval te vertragen zodat hij zijn bagagetrein in veiligheid kon brengen. De eenheden van brigadegeneraal James F. Fagan kon de aanval lang genoeg tegenhouden om de rest van het leger te laten ontsnappen. De Noordelijken maakten ongeveer 100 soldaten krijgsgevangen en veroverden twee kanonnen. De Noordelijke achtervolging werd onverminderd verdergezet.

## Gevolgen
Op ongeveer 9 km ten zuiden van het slagveld haalden twee Noordelijke brigades onder leiding van de colonels John F. Phillips en Frederick Benteen de Zuidelijken opnieuw in. Daar ondervonden de Zuidelijken opnieuw problemen om de volgende rivier Mine Creek over te steken. De Slag bij Mine Creek zou een van de grootste cavalerieconfrontaties worden waarbij twee Zuidelijke generaals en een groot deel van de Zuidelijke bagagetrein verloren gingen.